# 붉은 군대 영웅 기념물

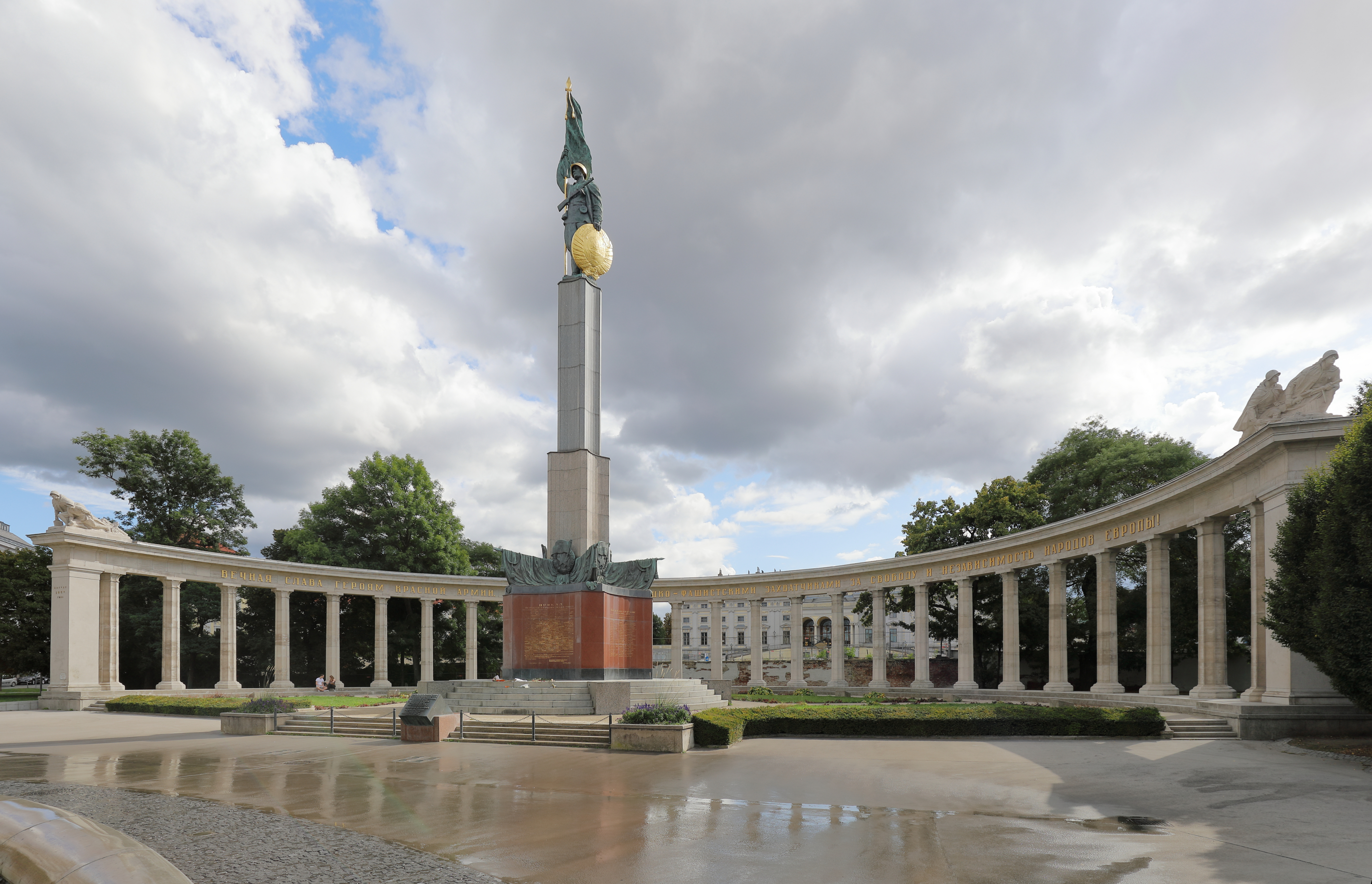
붉은 군대 영웅 기념물

붉은 군대 영웅 기념물(독일어: Heldendenkmal der Roten Armee)은 오스트리아 빈 슈바르첸베르크플라츠에 있는 기념물이다. 소련 군인의 12미터 높이의 인물을 부분적으로 둘러싼 반원형의 흰색 대리석 기둥으로, 1945년 공개되었다. 제2차 세계 대전의 빈 공세 중에 전사한 17,000명의 붉은 군대 군인을 기념하기 위해 지어졌다.

## 배경
유럽에서 제2차 세계 대전이 끝나갈 무렵, 소련의 제3우크라이나 전선 군은 이오시프 스탈린으로부터 전략적 군사적 목적과 연합군과의 전후 협상 용도로 사용하기 위해 빈을 점령하라는 명령을 받았다. 격렬한 시가전 끝에 1945년 4월 14일 소련군이 빈을 점령했다.

## 역사와 건설
오스트리아를 위한 연합군 위원회의 창설은 유럽 자문 위원회의 여러 회의에서 연합군 지도자들에 의해 구상되었으며, 1945년 7월 4일 런던에서 오스트리아 통제 기구에 관한 협정에 의해 설립되었다. 이 협정은 베를린과 유사하게 빈 4개의 점령 구역 (미국, 영국, 프랑스, 소련)을 창설하도록 명령했다. 소련 기념물을 위한 여러 장소가 고려되었지만 궁극적으로 4개 연합군이 빈을 통치하는 데 사용한 위치를 눈에 띄게 볼 수 있는 슈바르첸베르크궁 근처가 눈에 띄는 위치가 선택되었다. 독일 전쟁 포로와 오스트리아 건설 노동자가 3,000-제곱피트 (280 m2)의 부지를 건설하는 데 사용되었다.
기념관에는 개선문이 있으며 가슴에 PPSh-41 기관단총을 든 군인의 모습이 우뚝 서 있다. 군인은 황금색 헬멧을 쓰고 소련 국기와 소련의 황금색 상징을 들고 있다..
블라디미르 푸틴 러시아 대통령은 2007년에 기념물을 방문하여 꽃을 바치고 특히 기념물을 유지 관리한 오스트리아에 감사를 표했다.